# They Won't Believe Me
They Won't Believe Me is een Amerikaanse film noir in zwart-wit uit 1947 onder regie van Irving Pichel. Destijds werd de film in Nederland uitgebracht onder de titel Niemand wil mij geloven.

## Verhaal
De film begint in een rechtbank, waar Larry Ballentine wordt aangeklaagd voor moord; in flashbacks wordt zijn verhaal verteld. Hij is met de rijke Greta getrouwd vanwege haar fortuin, maar is niet verliefd op haar. Hij heeft een affaire met de jonge Janice Bell, maar zij vindt dat ze geen recht heeft zijn huwelijk kapot te maken en vraagt een transfer aan op haar werk. Larry verzekert Janice dat zij de ware voor hem is en Greta zal verlaten. Greta biedt hem echter een groot smak geld om bij hem te blijven, waarop Larry met haar van New York naar Los Angeles verhuist zonder Janice op de hoogte te stellen.
In Los Angeles bloeit een nieuwe affaire op, ditmaal met Verna Carlson, het ex-vriendinnetje van zijn zakenpartner. Ze maakt er geen geheim van met rijke mannen uit te gaan voor geld, maar dit zit Larry niet dwars. Op een dag ontdekt Greta de affaire en dreigt hem te verlaten, tenzij hij haar vergezelt naar een nieuwe woning in de natuur, ver weg van alle verleidingen in de grote stad. Al gauw begint Larry zich te vervelen op de ranch en verzint een list om met Verna te kunnen blijven afspreken. Hij steelt al het geld van Greta en biedt Verna $25.000 dollar aan om er met hem vandoor te gaan. Verna is inmiddels verliefd geworden op Larry en geeft hem het jawoord. Niet veel later raken ze verzeild bij een auto-ongeluk, waarbij Verna om het leven komt.
Omdat haar lichaam niet wordt geïdentificeerd, veronderstellen de autoriteiten dat Greta het slachtoffer is. Eenmaal in het ziekenhuis wordt Larry gecondoleerd met het overlijden van zijn vrouw; hij corrigeert de autoriteiten niet en besluit dat dit de uitgelezen kans is om zijn vrouw om het leven te brengen en verzekeringsgeld te incasseren. Zodra hij haar vindt, blijkt echter dat ze zichzelf van het leven heeft beroofd vanwege zijn bedrog. Larry raakt depressief en gaat op wereldreis om zijn verdriet te verwerken; in Jamaica stuit hij Janice weer tegen het lijf. Er bloeit opnieuw een romance op, maar al gauw komt hij erachter dat ze met Larry's zakenpartner Trenton samenspant om Larry aan te klagen voor de moord op zijn vrouw en de verdwijning van Verna. Zodoende wordt een rechtszaak tegen hem aangespannen.
Tijdens het overleg van de jury wordt Larry bezocht door Janice, die opnieuw verliefd op hem is geworden. Hij vertelt haar dat hij zichzelf niet kan vergeven voor de levens die hij heeft verwoest. Op het moment dat een vonnis wordt uitgesproken, probeert hij zichzelf om het leven te brengen door uit het raam van de rechtbank te springen, maar wordt doodgeschoten door een agent. Kort daarop blijkt dat hij onschuldig zou zijn verklaard.

## Rolverdeling
| Acteur         | Personage                 |
| -------------- | ------------------------- |
| Robert Young   | Larry Ballentine          |
| Susan Hayward  | Verna Carlson             |
| Jane Greer     | Janice Bell               |
| Rita Johnson   | Greta Ballentine          |
| Tom Powers     | Trenton                   |
| George Tyne    | Lieutenant Carr           |
| Don Beddoe     | Thomason                  |
| Frank Ferguson | Advocaat Cahill           |
| Harry Harvey   | Rechter Charles Fletcher  |
| Byron Foulger  | Harry Bascomb (ongenoemd) |

## Ontvangst
De film kreeg destijds matige kritieken van de Nederlandse pers. Recensent van De Telegraaf noemde de film een "drakerig drama", maar schreef dat Susan Hayward, Jane Greer en Rita Johnson het "aankijken best waard" zijn. Criticus van De Waarheid schreef kritisch over de hoofdpersonage.